# Station Corbie
Station Corbie is een spoorwegstation in de Franse gemeente Corbie.